# Liste der Monuments historiques in Élincourt-Sainte-Marguerite
Die Liste der Monuments historiques in Élincourt-Sainte-Marguerite führt die Monuments historiques in der französischen Gemeinde Élincourt-Sainte-Marguerite auf.

## Liste der Bauwerke
| Bezeichnung       | Beschreibung | Standort | Kennzeichnung | Schutzstatus | Datum | Bild           |
| ----------------- | ------------ | -------- | ------------- | ------------ | ----- | -------------- |
| Kirche Notre-Dame |              | (Lage)   | PA00114676    | Classé       | 1913  | weitere Bilder |

## Liste der Objekte
| Bezeichnung                  | Beschreibung                  | Standort                        | Kennzeichnung | Schutzstatus | Datum | Bild |
| ---------------------------- | ----------------------------- | ------------------------------- | ------------- | ------------ | ----- | ---- |
| Heiligenfigur                | Marmor, 15. Jahrhundert       | in der Kirche Notre-Dame (Lage) | PM60000723    | Classé       | 1913  |      |
| Ölgemälde Heilige Margaretha | 1680, von Sébastien Bonnecroy | in der Kirche Notre-Dame (Lage) | PM60004891    | Inscrit      | 2008  |      |